# جيرمان فيا
جيرمان فيا (بالإسبانية: Germán Villa) (مواليد 2 أبريل 1973) هو لاعب كرة قدم. يلعب مع منتخب المكسيك لكرة القدم. سبق له أن لعب في كأس العالم لكرة القدم مع منتخب بلاده.

## روابط خارجية
- جيرمان فيا على موقع الاتحاد الدولي (مؤرشف)  (الإنجليزية)
- جيرمان فيا على موقع قاعدة بيانات كرة القدم.إي يو (الإنجليزية)
- جيرمان فيا على موقع ناشيونال فوتبول تيمز (الإنجليزية)
- جيرمان فيا على موقع Soccerway.com (الإنجليزية)
- جيرمان فيا على موقع أوليمبيديا (الإنجليزية)